# واين ماثيوز
واين ماثيوز (بالإنجليزية: Wayne Matthews)‏ هو لاعب كرة قدم ومدرب كرة قدم بريطاني في مركز الوسط، ولد في 11 سبتمبر 1964 في كارديف في المملكة المتحدة. لعب مع كارديف سيتي.